# Lactobacillus harbinensis
Lactobacillus harbinensis è una specie di batterio appartenente alla famiglia delle Lactobacillaceae.